# IBM PCjr
L'IBM PCjr (contrazione di PC junior) è stato il primo tentativo di IBM di entrare nel mercato dei computer domestici e educativi.
Noto anche con il nome di Modello 4860, era un sistema basato su Intel 8088 con similarità con i sistemi PC IBM; ma la non totale compatibilità con questi ultimi, alcune scelte commerciali non felici, e la forte concorrenza sul mercato (l'Apple IIe e IIc, oltre che Atari ST e Amiga) causarono uno scarso successo commerciale. Il sistema è stato messo in commercio dal 1984 e prodotto fino all'anno successivo. Per il mercato estero è corredato con un convertitore 60/50 Hz.

## Specifiche tecniche
- CPU: Intel 8088, 4,77 MHz
- Memoria: 64 kB, espandibile fino a 128 kB tramite una scheda apposita. Altre espansioni di memoria erano disponibili per l'adattatore laterale detto "sidecar"; tramite alcune espansioni prodotte da terzi, il limite massimo è arrivato a 736 kB.
- Sistema operativo: IBM PC-DOS 2.10
- Input/Output: slot cassette, porta per penna ottica, due porte joystick, uscite per monitor RGB, composito e per televisioni; audio, tastiera con filo o infrarossi, porta seriale e due slot per cartucce.
- Espandibilità: 3 slot interni per apposite schede di memoria; modem 300 bit/s (la versione fornita da IBM non era compatibile con il set di comandi Hayes), controller per floppy disk. Possibilità di espansione esterna tramite i connettori laterali.
- Video: Motorola 6845, "CGA Plus", denominato ufficialmente VGA (Video Gate Array).
  - Modalità testuali: 40×25, 80×25, 16 colori
  - Modalità grafiche: 320×200×4, 640×200×2, 160×100×16, 160×200×16, 320×200×16, 640×200×4
  - La memoria video è condivisa con i primi 128kB di memoria di sistema, e può essere da 2 a 96 kB.
- Audio: Texas Instruments SN76496; tre voci, 16 livelli di volume indipendenti, generatore di rumore bianco.
- Memoria di massa: Lettore floppy disk da 5,25" o cassette opzionale. Altri dispositivi disponibili da terze parti.
- Tastiera: 62 tasti, con cavo o infrarossi. La prima versione era dotata di tasti di gomma rettangolari: i detrattori la chiamavano "Chiclet", perché la forma dei tasti ricordava quella di una famosa marca di gomme da masticare.